# 8 cm Feldkanone M. 17
A 8 cm Feldkanone M. 17 (rövidítve 8 cm F.K. M. 17 vagy 8 cm FK M. 17, magyarul 1917-es mintájú 8 cm-es tábori löveg) egy kettős feladatú tábori és hegyi löveg volt, melyet az Osztrák–Magyar Monarchia használt az első világháború alatt. A két világháború között Ausztria, Jugoszlávia és Csehszlovákia alkalmazta. A Harmadik Birodalom a második világháború alatt zsákmányolt a típusból, melyeket 7,65 cm Feldkanone 17(ö) vagy (t) és 7,65 cm Feldkanone 303(j) jelöléssel állította hadrendbe.
Tervezete hagyományosnak mondható, viszont rendelkezett néhány egyedi jellemzővel. A lövegtalpat egy valamelyest ívelt, kétkaros tengelyre rögzítették, amely így közel került a talajhoz, ezzel lecsökkentve az észlelhetőséget és megnövelve a stabilitást. Az ívelt tengely lehetővé tette az oldalirányzást a kerekek mozgatása nélkül, habár az még mindig korlátozott volt annak érdekében, hogy a tüzelés után hátrasikló lövegcső meg ne üsse a lövegtalpat.
A tüzérek szállítás közben a lövegpajzs elejére szerelt lépcsőfokon álltak a lövegpajzshoz kapcsolt ülések helyett, melyek akkoriban megszokottak voltak. A löveget a lövegmozdonyhoz kapcsolva három pár ló vontatta. A lövegtalpat három részre lehetett bontani az egyenetlen terepen történő szállításhoz.

## Fordítás
Ez a szócikk részben vagy egészben  a(z)   8 cm FK M. 17 című angol Wikipédia-szócikk ezen változatának fordításán alapul.  Az eredeti cikk szerkesztőit annak laptörténete sorolja fel. Ez a jelzés csupán a megfogalmazás eredetét és a szerzői jogokat jelzi, nem szolgál a cikkben szereplő információk forrásmegjelöléseként.